# スーパーファイヤープロレスリング3
『スーパーファイヤープロレスリング3 ファイナルバウト』 (SUPER FIRE PROWRESTLING III FINAL BOUT) は、ヒューマンから発売されたスーパーファミコン用プロレスゲーム。
『ファイヤープロレスリングシリーズ』のスーパーファミコン版第3弾ソフトである。
通常版から2ヶ月遅れの1994年2月4日に『スーパーファイヤープロレスリング3〜イージータイプ〜』が発売された。イージータイプは公式リーグ戦におけるコンピューターのレベルが低く設定されているが、エディットレスラーは作成できない。
通常版はゲーム誌『ファミコン通信』の「クロスレビュー」にてシルバー殿堂入りを獲得した。

## 概要
登場レスラー数は前作の25名から56名へと大幅に増加した。
組んでからYボタンと十字キーで攻撃技が出せるようになり、Xボタンでハンマースルーとなり、Aボタンと十字キーで攻撃技が出せるようになった。
また、本作ではスーパーファミコンシリーズでは初のレスラーエディットモードが搭載され、12人作成することができるようになった。
他にも、マルチタップを使用する事で最大4人までプレイする事が可能となり、トーナメントモード、バトルロイヤルモードが新たに追加された。

## ゲーム内容

### モード
- 公式リーグ戦
- エキシビジョンマッチ
- オープンリーグ戦
- トーナメント
- イルミネーション
- バトルロイヤル

## 登場レスラー
- ビクトリー・武蔵（アントニオ猪木）
- ファイター・大和（藤波辰爾）
- ハリケーン・力丸（長州力）
- ゾンビ・マサ（マサ斉藤）
- 伊達弘（馳浩）
- ストーム剣介（佐々木健介）
- 旗本真也（橋本真也）
- 河野将洋（蝶野正洋）
- 武道剣（武藤敬司）
- フラッシュ・バートン（スコット・ノートン）
- 超神スーパー・カイザー（獣神サンダー・ライガー）
- ファントム・ガイ（ペガサス・キッド）
- エル・カミカゼ（エル・サムライ）
- ブレード・ハヤテ（ザ・グレート・サスケ）
- トミー・ボンバー（ジャンボ鶴田）
- 山神朗（田上明）
- 氷川光秀（三沢光晴）
- 風魔利家（川田利明）
- 富樫慶次（小橋健太）
- 明智清（菊地毅）
- スター・バイソン（スタン・ハンセン）
- ビッグ・ザ・グレート・ブル（ブルーザー・ブロディ）
- ケリー・ボギー（テリー・ゴディ）
- スティル・ジェームス（スティーブ・ウィリアムス）
- 冴刃明（前田日明）
- 梶原丈（藤原喜明）
- 真田延久（高田延彦）
- 山本一輝（山崎一夫）
- 桧垣誠（船木誠勝）
- 観月みつる（鈴木みのる）
- ヴォルフ・ヴァン（ヴォルク・ハン）
- リック・グレイ（ディック・フライ）
- G・O・ブライト（ゲーリー・オブライト）
- ウィン・ハーロック（ウェイン・シャムロック）
- サンダー・龍（天龍源一郎）
- アステカ・ドラゴン（ウルティモ・ドラゴン）
- アックス・ドゥガン（ハルク・ホーガン）
- アストロ・ブラスター（アルティメット・ウォリアー）
- アイアン・ブラスター（ホーク・ウォリアー）
- ナイト・ブラスター（アニマル・ウォリアー）
- キラー・ブラスター（パワー・ウォリアー）
- ビッグ・スタミナ（リック・スタイナー）
- スモール・スタミナ（スコット・スタイナー）
- ヒットマン・セイバー（ビッグバン・ベイダー）
- スマッシャー・ガンガン・ギガス（クラッシャー・バンバン・ビガロ）
- ブレード・武者（グレート・ムタ）
- ザ・スパイク（スティング）
- マスカラ・コンドル（ミル・マスカラス）
- マスカラ・イーグル（ドス・カラス）
- マッド・タイガー（タイガー・ジェット・シン）
- ブラッディー・アレン（バッドニュース・アレン）
- パイレーツ1号（海賊男）
- パイレーツ2号（海賊男）
- 沖田勝志（大仁田厚）
- ミスター・K（北尾光司）
- 若元一徹（山本小鉄）

隠しレスラー
- ハリー・テキサン・Jr（ドリー・ファンク・ジュニア）
- ケリー・テキサン（テリー・ファンク）
- マスク・ド・パンサー（初代タイガーマスク）
- ダイナミック・キッド（ダイナマイト・キッド）
- 力皇山（力道山）
- ザ・イリミネーター（ザ・デストロイヤー）
- R・J・フェイズ（ルー・テーズ）
- カルロス・クラウザー（カール・ゴッチ）

## 開発
本作のディレクターを担当している須田剛一がまだヒューマンに入社したばかりの頃、『ファイヤープロレスリング』シリーズのディレクターが同社を辞める事もあり、面接官が須田がプロレス好きな事を覚えていたため、また当時同社内にプロレスに詳しい人物がいなかった事もあり、本作の製作に須田が呼ばれる事となった。
開発に当たって須田が気になっていた事は、「バックドロップ」や「ブレーンバスター」が1種類しかない事であり、抱え式やフック式、捻り式や直下式などひとつの技に複数の種類を持たせる事となった。また、ヴォルク・ハンに近いキャラクターがいなかった事に疑問を持ち、「ウォルフ・ヴァン」というキャラクターを入れる事となった。
結果的に、技の種類に関しては容量の都合上全てを入れる事は出来ず、次作『スーパーファイヤープロレスリングSPECIAL』で実現する事となる。
スタッフに技のかけ方を伝える際は、基本的に資料を提示するのみであったが、「監獄固め」に関しては実際に技をかけて指示する事もあったという。

## スタッフ
- メイン・プログラマー：渡邊肇、薗田直樹
- サブ・プログラマー：阿部浩之、奥野博之、鈴木健
- メイン・グラフィック：朝倉好則、高岡謙次
- サブ・グラフィック：俵弘一
- サウンド・デザイナー：山崎正通、志倉千代丸
- アドバイザー：米山輝之
- ディレクター：須田剛一
- オリジナル・ゲーム・デザイン：増田雅人
- プロデューサー：吉田秀司

## 評価
通常版
ゲーム誌『ファミコン通信』の「クロスレビュー」では合計30点（満40点）でシルバー殿堂入りを獲得、『ファミリーコンピュータMagazine』の読者投票による「ゲーム通信簿」での評価は以下の通りとなっており、23.6点（満30点）となっている。
| 項目 | キャラクタ | 音楽 | お買い得度 | 操作性 | 熱中度 | オリジナリティ | 総合 |
| 得点 | 4.0        | 3.5  | 3.8        | 4.1    | 4.4    | 3.8            | 23.6 |

イージータイプ
ゲーム誌『ファミコン通信』の「クロスレビュー」では、7・6・6・6の合計25点（満40点）、『ファミリーコンピュータMagazine』の読者投票による「ゲーム通信簿」での評価は以下の通りとなっており、21.4点（満30点）となっている。
| 項目 | キャラクタ | 音楽 | お買い得度 | 操作性 | 熱中度 | オリジナリティ | 総合 |
| 得点 | 3.6        | 3.4  | 3.5        | 3.7    | 3.9    | 3.3            | 21.4 |